# Доктор (учёная степень)
До́ктор (лат. doctor, «учитель») — высшая учёная степень. Появилась в средневековых европейских университетах, где являлась единственным обязательным условием получения профессуры.
В европейской континентальной академической системе (в таких странах, как Германия, Австрия), многие особенности которой были позаимствованы российской и советской системой послевузовского образования, существует процедура «хабилитации» (habilitation, от лат. habilis — способный, пригодный), которая в той же мере следует уже после присуждения докторской степени.

## Происхождение
Звание доктора (латинский язык: doceō, я учу (кого либо)) появилось в Средние века, в качестве разрешения преподавать (латынь: licentia docendi) в средневековых университетах. Корни этого слова могут быть найдены в раннем христианстве, когда термин «доктор» обозначал апостолов, отцов церкви и других христианских властителей, которые учили как интерпретировать Библию. Право присваивать licentia docendi было изначально только у Католической церкви.
Первыми академическими степенями были юридические степени

## США и Великобритания
В США и Великобритании степень доктора называется «доктором философии» вне зависимости от того, по какой специальности человек получает степень.
Доктор философии (лат. Philosophiæ Doctor) — учёная степень, присуждаемая в США и в Великобритании. Квалификационной работой соискателя степени является докторская диссертация (англ. Ph.D. Thesis)
Несмотря на название, в настоящее время степень не имеет никакого практического отношения к философии (только историческое) и присуждается почти во всех научных областях, например: доктор философии по литературе или доктор философии по физике.
Такое положение связано с традициями, восходящими к временам средневековых университетов, стандартная структура которых обычно предполагала наличие факультетов философии, юриспруденции, теологии и медицины. Поэтому помимо степени доктора философии существуют и ограниченный ряд других докторских степеней того же ранга; врачам присуждается степень доктор медицины, юристам — доктор права, богословам — доктор богословия, а всем остальным — доктор философии.
Несмотря на то, что в США нет учёной степени, соответствующей степени доктора наук в Российской Федерации (степень доктора философии — PhD — в США ниже степени доктора наук Российской Федерации), ряд университетов присуждают по определённым специальностям степень доктора наук (Sc.D., D.Sc., S.D. or Dr.Sc.) Эта учёная степень, как альтернативная степени доктора философии, присуждается Гарвардским университетом, Университетом Джонса Хопкинса, Массачусетским технологическим институтом, Университетом Роберта Морриса и  Тулейнский университет Луизианы. Так, в Университете Джонса Хопкинса степень доктора наук (The Doctor of Science — Sc.D.) установлена для учёных с исключительными способностями, которые стремятся разработать новые методы, необходимые для перспективных исследований (в области эпидемиологии, психологии и социологии).

### Виды докторских степеней

#### Академические докторские степени
- Doctor of Applied Science (D. A. S.)
- Doctor of Architecture (D. Arch.)
- Doctor of Arts (D. A.)
- Doctor of Business Administration (D. B. A.)
- Doctor of Canon Law (J. C. D.)
- Doctor of Chemistry (D. Chem.)
- Doctor of Comparative Law/Doctor of Civil Law (D. C. L.)
- Doctor of Computer Science (D. C. S.)
- Doctor of Criminal Justice (D. C. J.)
- Doctor of Criminology (D. Crim.)
- Doctor of Design (Dr. DES.)
- Doctor of Education (Ed. D. or D. Ed.)
- Doctor of Engineering (D. Eng.)
- Doctor of Engineering Science (D. E. Sc./Sc. D. E.)
- Doctor of English
- Doctor of Environmental Design (D. E. D.)
- Doctor of Environmental Science and Engineering (D. Env.)
- Doctor of Fine Arts (D.F.A.)
- Doctor of Forestry (D. F.)
- Doctor of Geological Science (D. G. S.)
- Doctor of Health and Safety (D. H. S.)
- Doctor of Health Science (DHSc.)
- Doctor of Hebrew Literature/Doctor of Hebrew Letters (D. H. L.)
- Doctor of Hebrew Studies (D. H. S.)
- Doctor of Humane Letters (D. Hum. Litt.)
- Doctor of Industrial Technology (D. I. T.)
- Doctor of Information Technology (D. I. T.)
- Doctor of Juridical Science (S. J. D. or J. S. D.)
- Doctor of Literature and Philosophy (D. Litt. et Phil.)
- Doctor of Liberal Studies (D. L. S.)
- Doctor of Library Science (D. L. S.)
- Doctor of Management (D. M.)
- Doctor of Medical Science (D. M. Sc.)
- Doctor of Ministry (D. Min./D. M.)
- Doctor of Modern Languages (D. M. L.)
- Doctor of Music Ministry (D. M. M.)
- Doctor of Music (D. Mus, Mus. Doc.)
- Doctor of Musical Arts (D. M. A., A. Mus. D.)
- Doctor of Musical Education (D. M. E.)
- Doctor of Nursing Science (D. N. Sc.)
- Doctor of Project Management (D. P. M.)
- Doctor of Philosophy (Ph. D)
- Doctor of Physical Education (D. P. E.)
- Doctor of Public Administration (D. P. A.)
- Doctor of Public Health (Dr. P. H.)
- Doctor of Professional Studies (D. Prof./D. P. S.)
- Doctor of Recreation (D. Rec./D. R.)
- Doctor of Rehabilitation (Rh. D.)
- Doctor of Religious Education (D. R. E.)
- Doctor of Sacred Music (D. S. M.)
- Doctor of Sacred Theology (S. T. D.)
- Doctor of Science (D. Sc./Sc. D.)
- Doctor of Science and Hygiene (D. Sc. H.)
- Doctor of Science in Dentistry (D. Sc. D.)
- Doctor of Science in Veterinary Medicine (D. Sc. V. M.)
- Doctor of Social Science (D. S. Sc.)
- Doctor of Social Work (D. S. W.)
- Doctor of the Science of Law (L. Sc. D.)
- Doctor of Theology (Th. D.)
- Engineering Doctorate (Eng. D.)
- Executive Doctor of Management (EDM)

#### Профессиональные докторские степени (первые профессиональные степени)
- Doctor of Audiology (Au. D.)
- Doctor of Chiropractic (D. C.)
- Doctor of Dental Medicine (D. M. D.)
- Doctor of Dental Surgery (D. D. S.)
- Doctor of Human Sexuality (D. H. S.)
- Juris Doctor/Doctor of Jurisprudence (J. D.)
- Doctor Liberalium Artium (D. L. A.)
- Doctor of Management (D. M.) (For example, in Organizational Leadership
- Doctor of Medicine/Medicine Doctor (M. D.)
- Doctor of Physical Therapy (D. P. T.)
- Doctor of Osteopathic Medicine (D. O.)
- Doctor of Oriental Medicine (O. M. D.)
- Doctor of Pharmacy (Pharm. D.)
- Doctor of Physical Therapy (D. P. T.)
- Doctor of Podiatric Medicine (D. P. M.)
- Doctor of Professional Studies (DProf or D. P. S.)
- Doctor of Nursing Practice (D. N. P.)
- Doctor of Veterinary Medicine (D. V. M.)
- Doctor of Naturopathic Medicine (N. D. or less commonly D. N. M.) / Doctor of Naturopathy (N. D.) -- N. D. can also stand for the licensed professional title of Naturopathic Doctor (N. D.) conferred by licensing bodies.
- Doctor of Natural Medicine (N. M. D.)
- Doctor of Psychology (Psy. D.)
- Doctor of Clinical Psychology (DCP)
- Doctor of Optometry/Optometry Doctor (O. D.)
- Doctor of Occupational Therapy (D. O. T.)

#### Высшие учёные степени доктора наук в Великобритании, Ирландии и в странах Содружества
- Doctor of Divinity/Divinitatis Doctor (D. D.)
- Doctor of Canon Law (in the UK this degree did not survive the Protestant reformation)
- Doctor of Civil Law (D. C. L.)
- Doctor of Laws/Legum Doctor (LL. D.)
- Doctor of Juridical Science (S. J. D., J. S. D.)
- Doctor of Medicine (D. M. or M. D.)
- Doctor of Letters/Litterarum Doctor (D. Litt. or Litt. D.)
- Doctor of Science (D. Sc. or Sc. D.)
- Doctor of Music (D. Mus. or Mus. D.)
- Doctor of Technology (D. Tech.)
- Doctor of Governance (DGov)
- Doctor of the University (D. Univ.; usually honorary)[6]

## Россия

### Докторская степень в Российской империи
В России со второй половины XVIII века осуществлялись попытки ввести докторскую степень с правами, соответствующими степени доктора в европейских университетах того времени, где являлась единственным обязательным условием получения профессуры. Все эти попытки, однако, не смогли получить законодательного оформления. В первые десятилетия существования Императорского Московского университета для получения докторской степени воспитанников университета отправляли в заграничные университеты. В 1770 году была предпринята попытка первого производства в степень доктора в стенах Московского университета. По инициативе директора М. М. Хераскова, поддержанной куратором В. Е. Адодуровым, студент И. А. Сибирский должен был пройти процедуру возведения в доктора медицины. Сибирский успешно справился с экзаменами по теоретической и клинической медицине, химии и ботанике, затем прочёл публичную лекцию, однако на его производство в доктора не последовало высочайшего согласия (в результате Сибирский был наименован кандидатом).
Лишь в 1791 году императрица Екатерина II подписала указ «О предоставлении Московскому университету права присуждать докторскую степень обучающимся в оном врачебным наукам». Первым доктором медицины в Московском университете стал Ф. И. Барсук-Моисеев (1794). В 1803 году Московский университет получил право возведения в учёную степень доктора по всем отраслям наук. Учёная степень доктора давала право на чин VIII класса (коллежский асессор).
В XIX веке порядок производства в докторскую степень определялся Положениями об учёных степенях, частично университетскими уставами. По уставу 1804 года и положению 1819 года существовала сложная система производства в доктора, предполагавшая предварительный искус, публичные словесные испытания из 4-х вопросов (два по выбору, два - по назначению), защиту диссертации. Право «давать учёные степени или достоинства» предоставлялось советам факультетов университетов Российской империи. Во второй половине XIX века система упростилась. Получение докторского звания свелось к защите диссертации, которая подавалась для экспертизы в Совет факультета и обсуждалась на публичном диспуте с участием официальных и неофициальных оппонентов.
Общее количество лиц, утверждённых в докторской степени, в Российской империи (1803—1917) составило около 4 тыс. человек.
Распределение утверждённых в докторской учёной степени по университетам Российской империи (1803—1917):
| Университет                                     | доктора |
| ----------------------------------------------- | ------- |
| Московский университет                          | 991     |
| Дерптский (Юрьевский) университет               | 1711    |
| Виленский университет                           | 7       |
| Харьковский университет                         | 289     |
| Казанский университет                           | 275     |
| Санкт-Петербургский (Петроградский) университет | 336     |
| Александровский университет                     | ?       |
| Университет св. Владимира                       | 242     |
| Новороссийский университет                      | 106     |
| Варшавский университет                          | 96      |
| Томский университет                             | 40      |
| Николаевский университет                        | 3       |

Докторская учёная степень и связанные с нею права были отменены декретом СНК РСФСР от 1.10.1918. Система учёных степеней была восстановлена только в 1934 году.

### В настоящее время
14 февраля 2013 года председатель Высшей аттестационной комиссии Министерства образования и науки России Владимир Филиппов заявил, что необходимо добиться признания степени кандидата наук эквивалентом Ph.D., что не всегда признаётся на Западе. В Советском энциклопедическом словаре степени в СССР «доктор наук» и «кандидат наук» признаны эквивалентными Ph.D..

## Франция
В 2003 году правительства России и Франции подписали соглашение о взаимном признании документов об учёных степенях, в котором обладатели российской степени «Кандидат наук» и французской степени «Доктора» (фр. Docteur) взаимно сопоставлены.

## Германия
Доктор является самой высокой академической степенью. Степень доктора приобретается после прохождения докторской программы в университете, имеющем право на присуждение докторской степени, и защиты самостоятельно написанной диссертации. Докторская степень подтверждает способность кандидата к самостоятельной научной работе и является необходимым условием для хабилитации.
Министерство образования и науки Российской Федерации, в компетенцию которого входят академические квалификации, признаёт германскую академическую квалификацию «Habilitation» на уровне российской учёной степени «доктор наук», а германскую академическую степень «Doktor» на уровне российской учёной степени «кандидат наук». В Федеративной Республике Германия признание входит в компетенцию министерств земель, когда речь идёт о выдаче разрешения на использование учёных степеней в обществе, и в компетенцию высших учебных заведений, когда речь идёт об академическом поприще, включая научно-исследовательскую деятельность. Эти органы признают российскую учёную степень «доктор наук» на уровне германской академической квалификации «Habilitation», а российскую учёную степень «кандидат наук» на уровне германской академической степени «Doktor».